# Colosseum
Colloseum je britanska jazz rock zasedba, ki je delovala od leta 1968 dalje in jo hkrati uvrščajo tudi med pionirje zvrsti progresivni rock. Ustanovitelji so bili bobnar Jon Hiseman, tenor saksofonist Dick Heckstall-Smith (umrl 2004), ter bas kitarist Tony Reeves. Pridružila sta se še organist Dave Greenslade in kitarist Jim Roche. James Litherland ga je kmalu zamenjal - kot pevec in kitarist. Razpadli so leta 1971 in se ponovno združili leta 1994.

## Diskografija
- Those Who Are About To Die Salute You, 1969
- Valentine Suite, 1969
- The Grass Is Greener, 1970
- Daughter Of Time, 1970
- Colloseum Live, 1971
- Bread and Circuses, 1997
- Tomorrow's Blues, 2003
- Time on Our Side, 2014
- Restoration, 2022
- XI, 2025